# Glumicalyx nutans
Glumicalyx nutans är en flenörtsväxtart som först beskrevs av Robert Allen Rolfe, och fick sitt nu gällande namn av O.M. Hilliard och B.L.Burtt. Glumicalyx nutans ingår i släktet Glumicalyx och familjen flenörtsväxter. Inga underarter finns listade i Catalogue of Life.